# Robert Schuman
Jean-Baptiste Nicolas Robert Schuman, más conocido como Robert Schuman (Luxemburgo, 29 de junio de 1886-Scy-Chazelles, 4 de septiembre de 1963) fue un político francés de origen germano-luxemburgués. Es considerado como uno de los «padres de Europa» en referencia a su determinante participación en la creación de las Comunidades Europeas.
Como miembro fundador del Movimiento Republicano Popular (MRP), fue uno de los principales dirigentes de la Cuarta República Francesa, siendo ministro de Finanzas, presidente del Consejo de Francia, ministro de Asuntos Exteriores y ministro de Justicia. También ejerció como diputado de Mosela entre 1919 y 1962, con una pausa entre 1942 y 1946.
Su cargo como ministro de Asuntos Exteriores (1948-1952) lo llevó a ser el principal negociador francés de los tratados firmados entre el final de la Segunda Guerra Mundial y el principio de la Guerra Fría (Consejo de Europa, OTAN, CECA, etc.). Además, fue él quien propuso por primera vez, el 9 de mayo de 1950, un proyecto de integración europea, que daría lugar a la Comunidad Europea del Carbón y del Acero. Fue también el primer presidente de la Asamblea Parlamentaria Europea (1958-1960), precedente del actual Parlamento Europeo.
La Iglesia católica abrió en 1990 su proceso de beatificación y canonización, siendo en la actualidad Venerable Siervo de Dios.

## Juventud

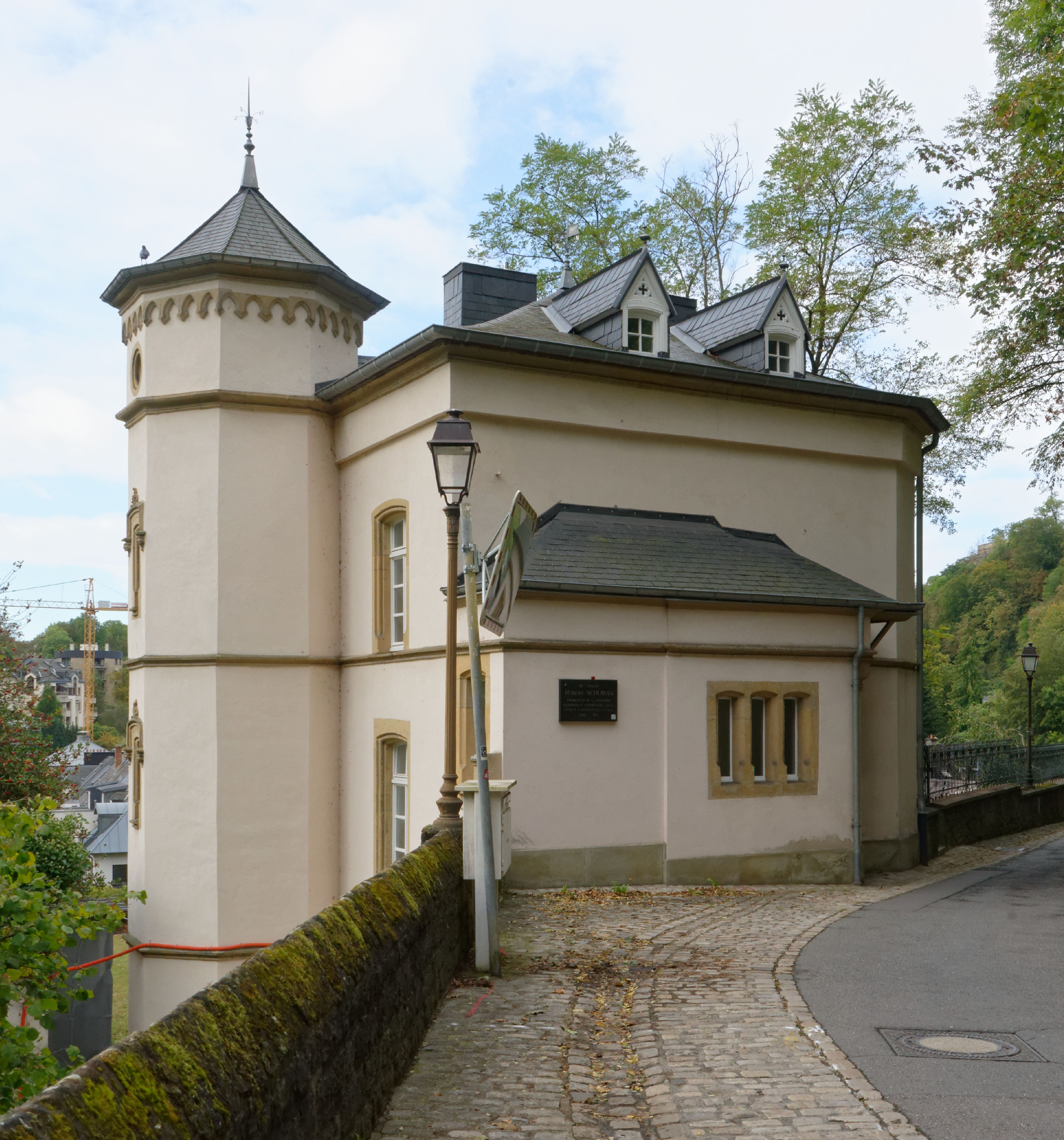
Centro de maternidad de Robert Schuman

Robert Schuman nació en Clausen, un barrio de Luxemburgo. Su casa natal es ahora la sede del Centro de Estudios Europeos Robert Schuman.
Su madre era luxemburguesa, por lo que es en este país donde realizó la mayor parte de su formación escolar. Su padre, oriundo de Mosela, sirvió en el ejército francés durante la guerra franco-prusiana (1870-1871), tras la cual adoptó la nacionalidad alemana, después de que Alsacia-Lorena fuese anexionada por el Imperio alemán. Después se mudó a Luxemburgo, donde fue considerado como alemán al igual que su esposa, nacionalizada alemana a causa de su vínculo matrimonial. La pareja y su hijo único conformaban una familia de clase media. El padre era propietario de un terreno dedicado a la explotación agrícola propia y al alquiler de parcelas.
La educación familiar de Schuman estuvo enmarcada en la práctica del catolicismo que profesaban sus progenitores. En su infancia asistió a la escuela comunal de Clausen antes de continuar sus estudios en el Athénée Grand-Ducal, donde aprendió el francés. En 1900 murió su padre, cuatro años antes de que Robert Schuman hubiese finalizado sus estudios de secundaria en el Liceo Imperial de Metz.
Estudió Derecho en las universidades de Múnich, Bonn y Berlín. Finalmente se graduó en la Universidad de Estrasburgo, para luego abrir su propio bufete en Metz en junio de 1912, meses después de la muerte accidental de su madre, a quien lo unía una estrecha intimidad espiritual. En este periodo contempló la idea de iniciarse en el sacerdocio, pero finalmente optó por una vida a medio camino entre el clero y el trabajo como funcionario público. Gracias a la herencia dejada por sus padres, Schuman no tuvo dificultades económicas durante toda su vida.
En la universidad, Schuman formó parte de la Corporación Unitas, integrada principalmente por seminaristas y estudiantes de Teología. Sin embargo, su carácter reservado y su juventud hicieron que su paso por la organización no tuviera importancia significativa.
Schuman no prestó servicio militar por razones de salud. Pero al estallar la Primera Guerra Mundial, el reclutamiento se intensificó, por lo que fue empleado en la administración alemana debido a sus competencias jurídicas. Incorporado en el servicio auxiliar, fue radicado en Metz en una unidad de no combatientes. Allí prestó funciones de soldado secretario durante un año. Tras ser relevado del cargo, fue nombrado adjunto de la administración en Boulay, donde permaneció hasta el fin de la guerra en 1918, mientras continuaba paralelamente con su trabajo en el despacho de abogado de Metz. Hasta ese momento Schuman, quien nunca se casó y vivió siempre de manera austera, tenía una cultura esencialmente alemana.

## Inicio de su vida política

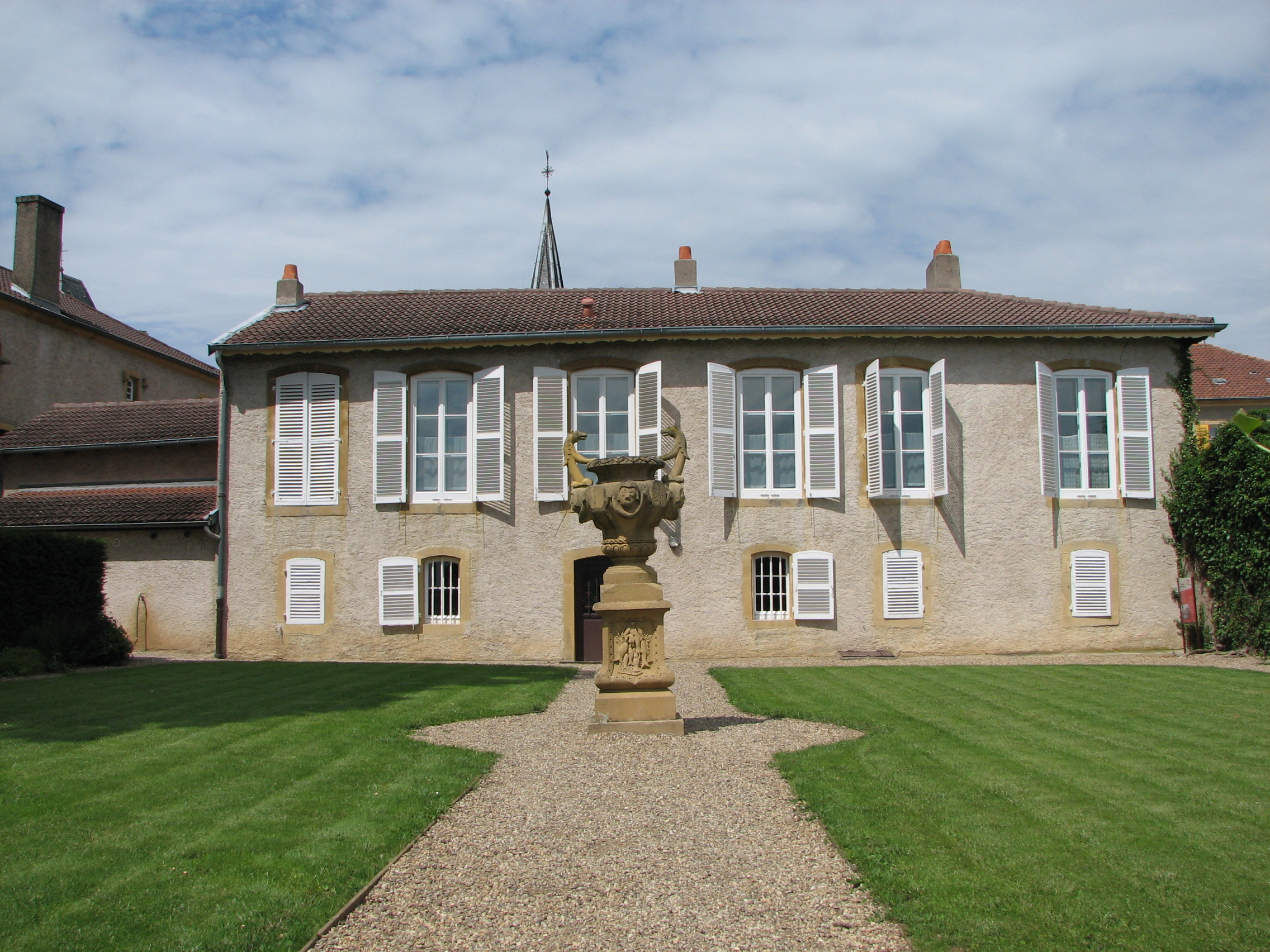
Desde 2000, la Casa de Robert Schuman en Scy-Chazelles, está abierta al público permanentemente.

Una vez terminada la guerra, Schuman se inscribió como abogado en Metz, estatuto que conservó durante toda su vida. Su formación de jurista y su conocimiento del francés hizo que las autoridades lo invitaran a participar en la reintegración de Alsacia-Mosela.
Los católicos de Lorena estaban preocupados por la integración al Estado francés, temerosos de esa república anticlerical. La disolución de las órdenes religiosas (1902-1904) en Francia y la separación de Estado e iglesia (1905), que suprimió toda subvención económica, no fueron aplicadas en Alsacia-Mosela en la época alemana. Estas regiones vivían aún bajo el concordato de 1801. Para defender esta particularidad, Schuman fue solicitado por los grupos católicos para presentarse como diputado y fue elegido para el cargo en 1919 como representante de Mosela por la circunscripción de Thionville, cargo que mantuvo durante toda su carrera.
En 1919 fue acusado en la asamblea de Lorena de haber formado parte del ejército alemán. Schuman respondió que esas acusaciones no iban a despertar aversiones por su parte y que los que las formulaban simplemente estaban manipulados. «Es mejor rezar por ellos que maldecirles», afirmó antes de salir de la cámara. En París, Schuman disfrutaba en ese momento de una relativa notoriedad en los círculos católicos. En esa época impulsó la formación de secciones departamentales de la CFTC (Confederación francesa de trabajadores cristianos) en Mosela. Espiritualmente se decía próximo a San Francisco de Asís.
Durante los años 1920 se asoció a los esfuerzos de paz y la acción del presidente Aristide Briand (1924-1932), que buscaba la aproximación entre la República de Weimar y la Francia del gobierno de Raymond Poincaré. En la década siguiente se mostró favorable a las sanciones impuestas a Italia, después de que esta atacara Etiopía, pero por otra parte, se declaró partidario de los acuerdos de Múnich de 1938.
Su actividad parlamentaria fue modesta. De 1929 a 1939, fue miembro de la comisión de finanzas de la Asamblea nacional y permaneció en el Senado sin interrupción hasta 1940. Inicialmente estuvo inscrito en el partido Union Républicaine Lorraine, asociado al Bloc National (Poincaré), y después, en 1931, al Parti Démocrate Populaire, uno de los ancestros del Movimiento Republicano Popular. Schuman fue desde el principio adversario del Frente Popular (1936-1938), aunque personalmente apreciaba a Léon Blum.
En 1926 Schuman compró una casa en Scy-Chazelles en las afueras de Metz. Allí formó una colección de más de cuatro mil libros y autógrafos a partir de 1935 (entre ellos un autógrafo de Carlos I de España). Asimismo, durante varios años alquiló un apartamento en el 6.º piso sin ascensor en la rue du Bac de París.

## Segunda Guerra Mundial

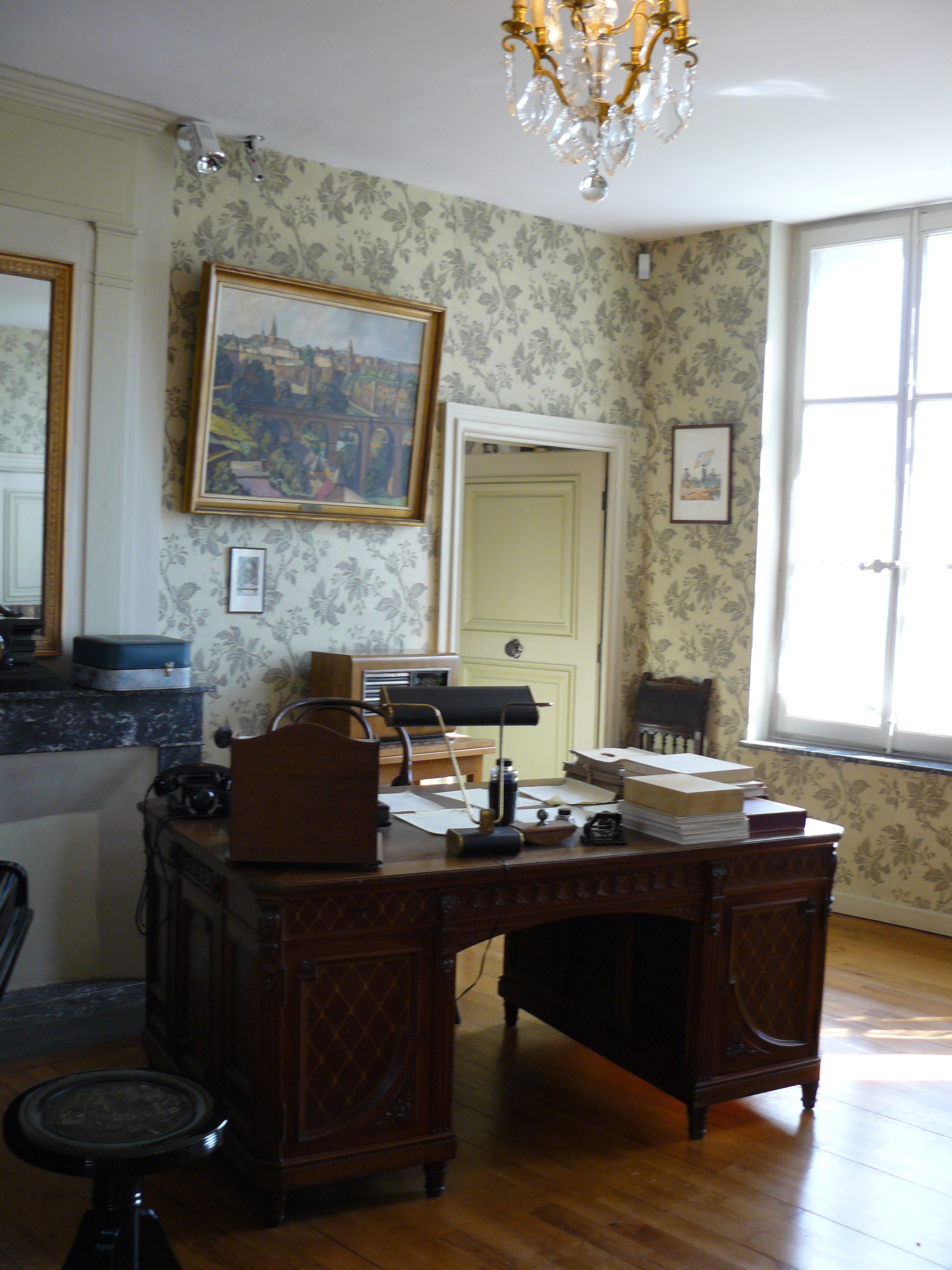
Oficina de Schuman en Scy-Chazelles.

Entre 1939 y 1945, Francia y Alemania se vieron enfrentadas en el marco de la Segunda Guerra Mundial. Schuman fue nombrado subsecretario de Estado para los refugiados en la administración de Paul Reynaud formada el 21 de marzo de 1940 —periodo de la drôle de guerre—, cargo que conservó durante el primer gobierno del mariscal Philippe Pétain. Más adelante votó a favor de otorgar plenos poderes a Petain, pero se negó a participar en dicho gobierno y regresó a Mosela que había sido nuevamente anexada a Alemania. Una vez en Metz, Schuman quemó su correspondencia misteriosamente. Después acudió a la policía para discutir la repatriación de los refugiados de Mosela y fue detenido por la Gestapo (policía secreta de la Alemania nazi) el 14 de septiembre de 1940, tras rechazar la solicitud de cooperación presentada por los nazis. Fue puesto bajo custodia en un hotel familiar de Neustadt (Renania-Palatinado) en abril de 1941. Allí le fue permitido recibir visitas y disfrutó de cierta libertad de desplazamiento, por lo que podía hacer trayectos en Alemania a excepción de Alsacia y Lorena que habían sido anexionadas por el gobierno nazi.
Persuadido de la posibilidad de ser trasladado a prisión o a un campo de prisioneros, Schuman logró evadirse en agosto de 1942 y llegó a la zona libre, para más tarde entrar en la clandestinidad el siguiente noviembre, cuando los nazis decidieron invadir el sur de Francia. Permaneció oculto en diferentes monasterios hasta que las fuerzas de ocupación fueron expulsadas.
No se conoce la reacción de Schuman al "Llamamiento del 18 de junio" en el que Charles de Gaulle convocaba al pueblo francés a mantener la resistencia ante el invasor, lo que suponía un rechazo a la petición de armisticio por parte del general Pétain. Por el contrario, Schuman fue claro en su respaldo a la posición inicial de Pétain durante la guerra y nunca formó parte de la Resistencia francesa.
Tras la invasión de Francia por los aliados y la consecuente expulsión de la Wehrmacht, el general De Lattre al mando del ejército francés, contactó a Schuman en septiembre de 1944 a fin de tener un consejero experimentado en asuntos de Alsacia-Lorena. Tres semanas después, el ministro de Guerra, André Diethelm, exigió que Schuman fuera arrestado. La sociedad de Metz acogió a Schuman, pero las autoridades lo trataron como a un exministro de Petain y como el parlamentario que votó a favor de los plenos poderes. Aunque fue considerado entonces como «indigno» e «ineligible», logró formar parte del comité departamental de liberación, donde trató de moderar la depuración.

## Trayectoria ministerial
Schuman escribió al general Charles de Gaulle el 24 de julio de 1945 y consiguió que hiciera archivar el expediente en su contra. Se proclamó su inocencia en el mes de septiembre siguiente, lo que le permitió retomar su lugar en la vida política del país. Rápidamente se convirtió en uno de los líderes principales de la Cuarta República Francesa y ocupó el cargo de ministro de Finanzas entre 1946 y 1947 en un momento crucial donde la inflación y el mercado negro tomaron fuerza.
El 24 de noviembre de 1947, asumió el cargo de presidente del Consejo de Francia (jefe de Gobierno), cargo en el que estuvo hasta el 26 de julio de 1948, para volver brevemente en septiembre de ese mismo año durante apenas dos días, desde el día 5 hasta dimitir el 7 de septiembre. Durante su mandato nuevamente fue acusado de haber sido un oficial alemán, esta vez por el comunista Jacques Duclos. En julio de 1948, en el periodo que transcurrió entre sus dos gobiernos, fue nombrado ministro de Asuntos Exteriores, cargo que ocupó hasta 1952, a pesar de la inestabilidad que caracterizó al gobierno de la Cuarta República. Su bilingüismo le fue útil en las relaciones con Alemania, donde pronunció conferencias en el idioma local.

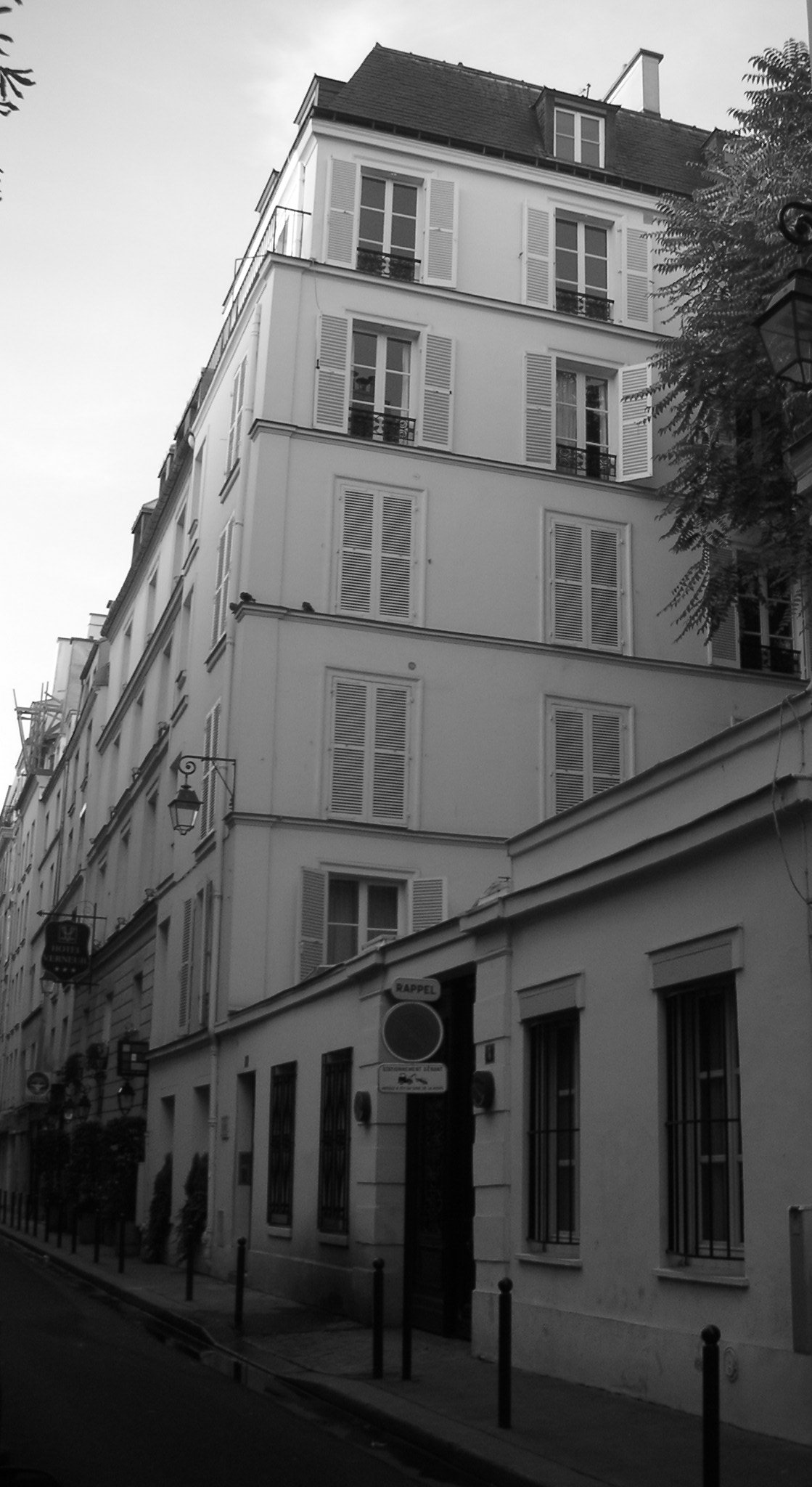
Rue de Verneuil, 6 en París.

La opinión francesa vacilaba entre varias posibilidades con respecto al futuro inmediato de la Alemania derrotada. La mayoría prefería ejercer un control aliado en una Alemania descentralizada, un híbrido entre la Confederación Germánica (1815-1866) y la Confederación Alemana del Norte (1867-1871). Esta fue la posición de De Gaulle y sus sucesores hasta 1947. Otros políticos, entre los que se encontraba Schuman, prefirieron desmantelar las fuentes institucionales y culturales del militarismo alemán y fortalecer las relaciones intraeuropeas.
En marzo de 1948 fue creada la Unión Europea Occidental (Francia, Benelux y Reino Unido), como respuesta a la toma de poder de los comunistas en Praga. Esta unión se americanizó pronto y sirvió de base para la creación de la Organización del Tratado del Atlántico Norte (OTAN) en 1949.
La fusión de dos uniones aduaneras: el Benelux (surgida entre guerras) concretada en 1948 (sirvió de laboratorio a la CEE) y un proyecto de unión aduanera franco-italiana lanzado en 1947 que fracasó finalmente en 1951. Por su parte, el Consejo de Europa creado en 1949 fue destinado a preparar la confederación de estados europeos.
A comienzos de los años 1950, Schuman compró un apartamento en la rue de Verneuil, 6 en París, aunque siempre conservó su casa en Metz. A partir de 1953 no volvió a ser convocado para ningún cargo ministerial, a excepción de la cartera de Justicia en 1955 que ocupara durante la guerra de Argelia. Durante esta última, Schuman cursó órdenes para que los tribunales archivaran las denuncias por ''las supuestas infracciones'' cometidas por las fuerzas del orden. En 1962 no volvió a presentarse como candidato a diputado por Mosela.

### Plan Schuman

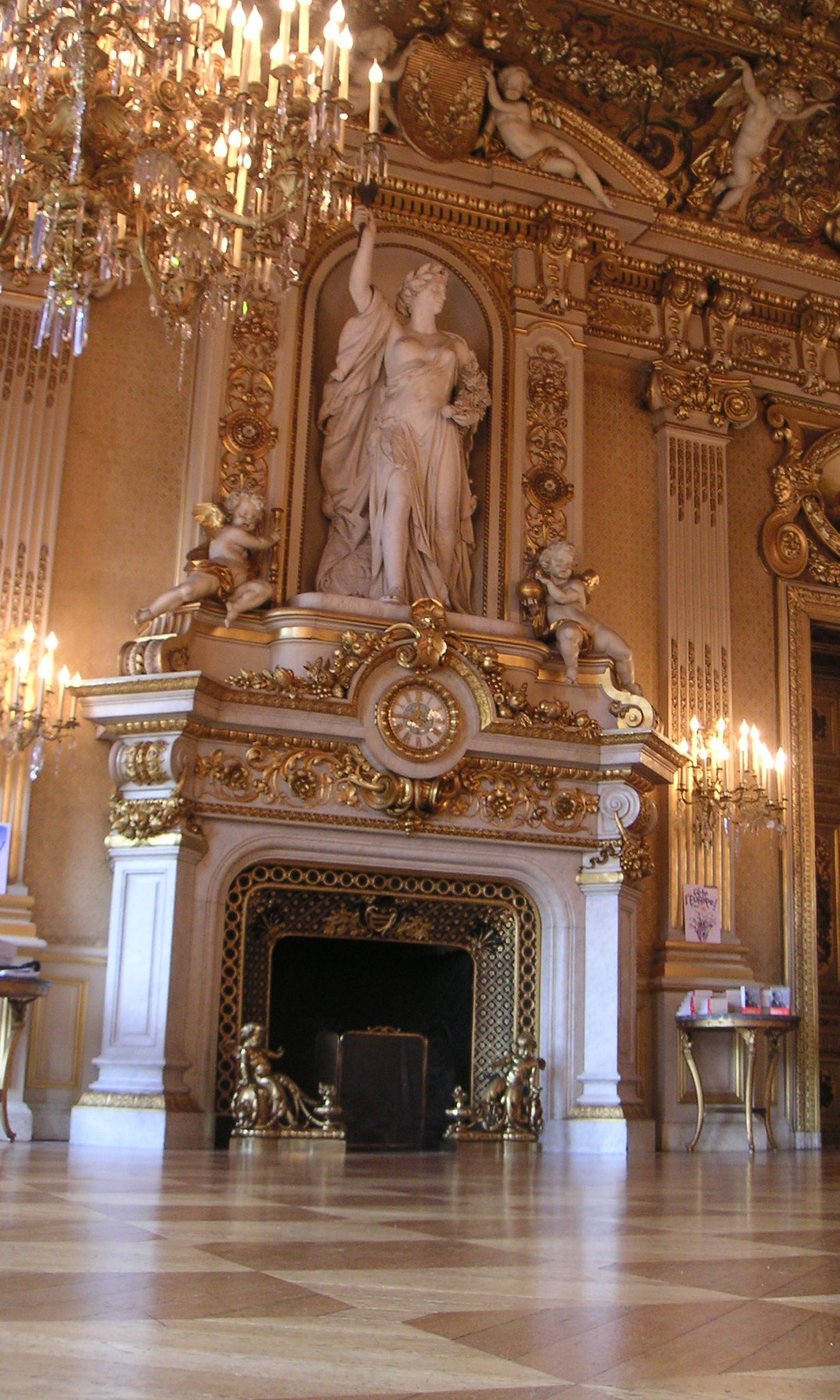
Salón del Reloj, donde Schuman pronunció la célebre declaración que lleva su nombre.

Schuman no disponía de cualidades como orador. Ello no impidió que pronunciase uno de los discursos más trascendentales en la historia europea. El 9 de mayo de 1950, Schuman se dirigió a más de doscientos periodistas para presentar una declaración preparada junto a Jean Monnet (sentado a su derecha durante el discurso), que es considerada como la primera propuesta oficial para la construcción de una Europa integrada y que se conoce a partir de esa fecha como la Declaración Schuman.
Ese día nació la Europa comunitaria, actualmente concretada en la Unión Europea. El plan de Schuman fue la base en la que se asentó la UE, una especie de primera piedra de las instituciones siguientes. En su discurso, Schuman proponía la creación de una comunidad franco-alemana para aprovechar conjuntamente el carbón y el acero de los dos países (en ese momento Alemania producía el doble de acero que Francia) bajo una Alta Autoridad común, independiente de los gobiernos y con poder para imponer sus decisiones. Una vez en funcionamiento, se ampliaría la comunidad a otros países europeos para formar un espacio de libre circulación de personas, mercancías y capital. Este sistema cruzado de intereses evitaría la posibilidad de una nueva guerra. Este proyecto de cooperación europea se presentó solo cinco años después de la capitulación de la Alemania nazi.

Extracto: Europa no se hará de una vez ni en una obra de conjunto: se hará gracias a realizaciones concretas, que creen en primer lugar una solidaridad de hecho. La agrupación de las naciones europeas exige que la oposición secular entre Francia y Alemania quede superada, por lo que la acción emprendida debe afectar en primer lugar a Francia y Alemania.

En la Cumbre de Milán de 1985 los jefes de Estado y de gobierno decidieron establecer el 9 de mayo como el Día de Europa en conmemoración de esta declaración.

## Comunidades Europeas
Schuman firmó el Tratado de París, del 18 de abril de 1951, que constituyó la Comunidad Europea del Carbón y del Acero (CECA) entre Alemania, Bélgica, Francia, Italia, Luxemburgo y los Países Bajos. Así, con 160 millones de habitantes, 210 millones de toneladas de carbón y 33 millones de toneladas de acero producidas, la CECA se convirtió en un interlocutor de peso en las relaciones económicas internacionales.
Impulsó el plan para la formación de un ejército europeo denominado Comunidad Europea de Defensa, que fue rechazado por los franceses en 1954.
Planeó junto a Adenauer el Estatuto del Sarre. Esta iniciativa buscaba dotar a este estado alemán, que se encontraba ocupado por el ejército francés tras el final de la guerra, de un estatuto europeo que haría del Sarre la sede de las instituciones europeas y lo convertiría la capital de la CECA. Los dos líderes decidieron aprobar la medida por referendo, confiados de su resultado positivo. Sin embargo, los ciudadanos del Sarre se pronunciaron en contra de dicho estatuto y a favor de la reintegración en la Alemania occidental.
Schuman presidió el Movimiento Europeo entre 1955 y 1961 y se convirtió así en el primer presidente de la Asamblea Parlamentaria Europea (1958-1960), que le da al fin de su mandato el título de «padre de Europa». En ese período presidió en conjunto la CEE-CECA-CEEA donde los miembros eran designados por sus estados de origen. Su función fue consultiva. Entre tanto, en 1958, le fue otorgado el Premio Carlomagno.

## Últimos años

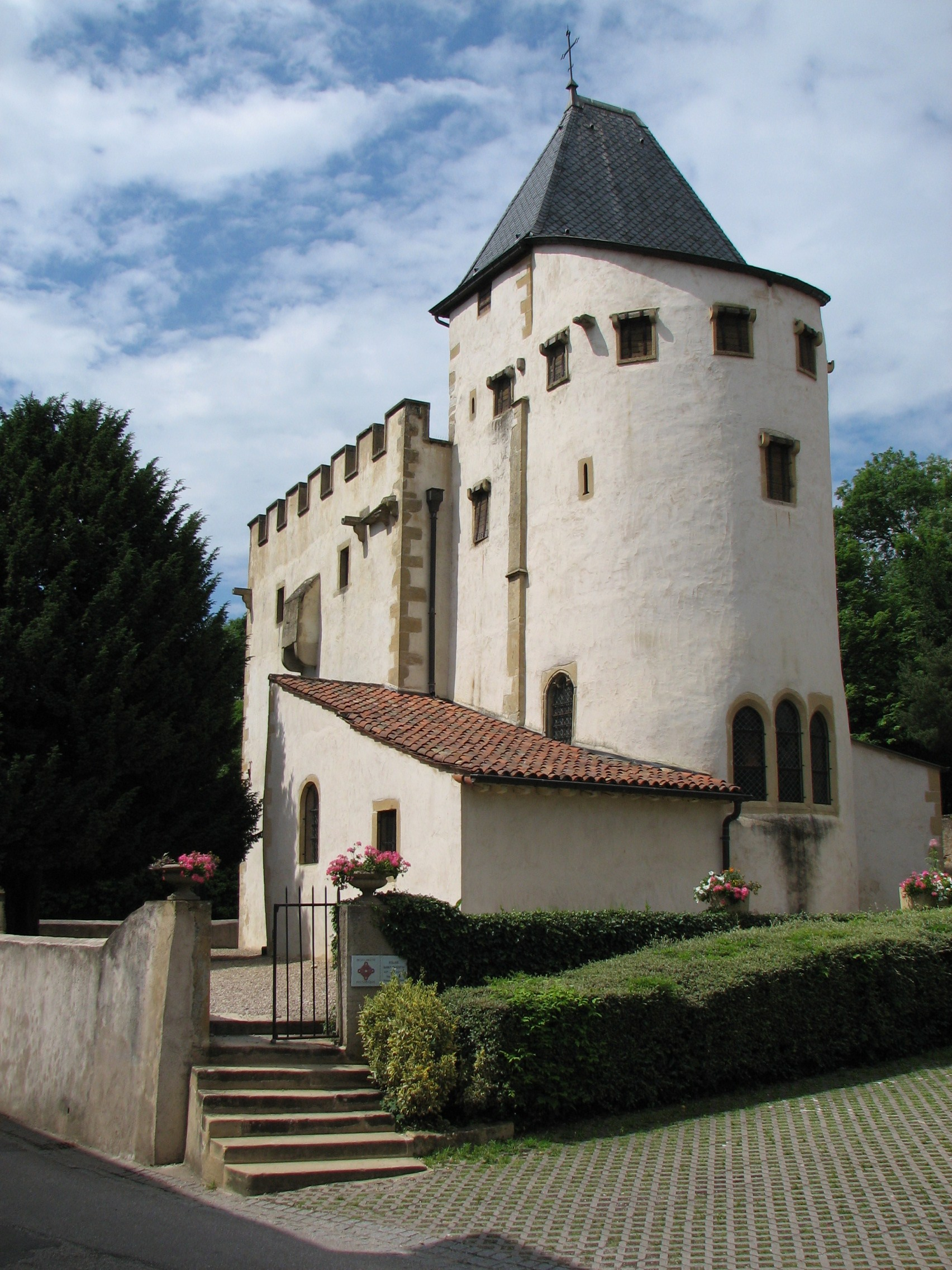
Iglesia de St. Quentin.

Entre 1955 y 1956, Schuman ocupó la cartera de Justicia que fue su último cargo ministerial. En octubre de 1959, durante una visita oficial a Italia, comenzó a manifestar los primeros síntomas de la enfermedad que afectó progresivamente su salud, cuando en medio de una conferencia de prensa perdió la lucidez.
Tras retirarse definitivamente de la Asamblea parlamentaria europea, Schuman inició la redacción de su único libro, Por Europa, con la idea de hacer descubrir sus intuiciones europeas. Pocos meses después cedió el escrito a un amigo cercano y le dio la libertad de publicarlo después de su muerte.
En 1959 le fue diagnosticada esclerosis múltiple, por lo que se le prohibieron las caminatas y la lectura.
En enero de 1961, Schuman sufrió nuevamente ataque de esclerosis en Scy-Chazelles. Durante su caminata cotidiana, sufrió mareos y cayó al suelo sin perder totalmente el conocimiento. Su sirvienta pensaba que había sido invitado a cenar en casa de algún amigo y por ello no se inquietó de su tardanza. Al amanecer, Schuman fue encontrado inmóvil al borde de un camino por un guardia, bajo la lluvia.

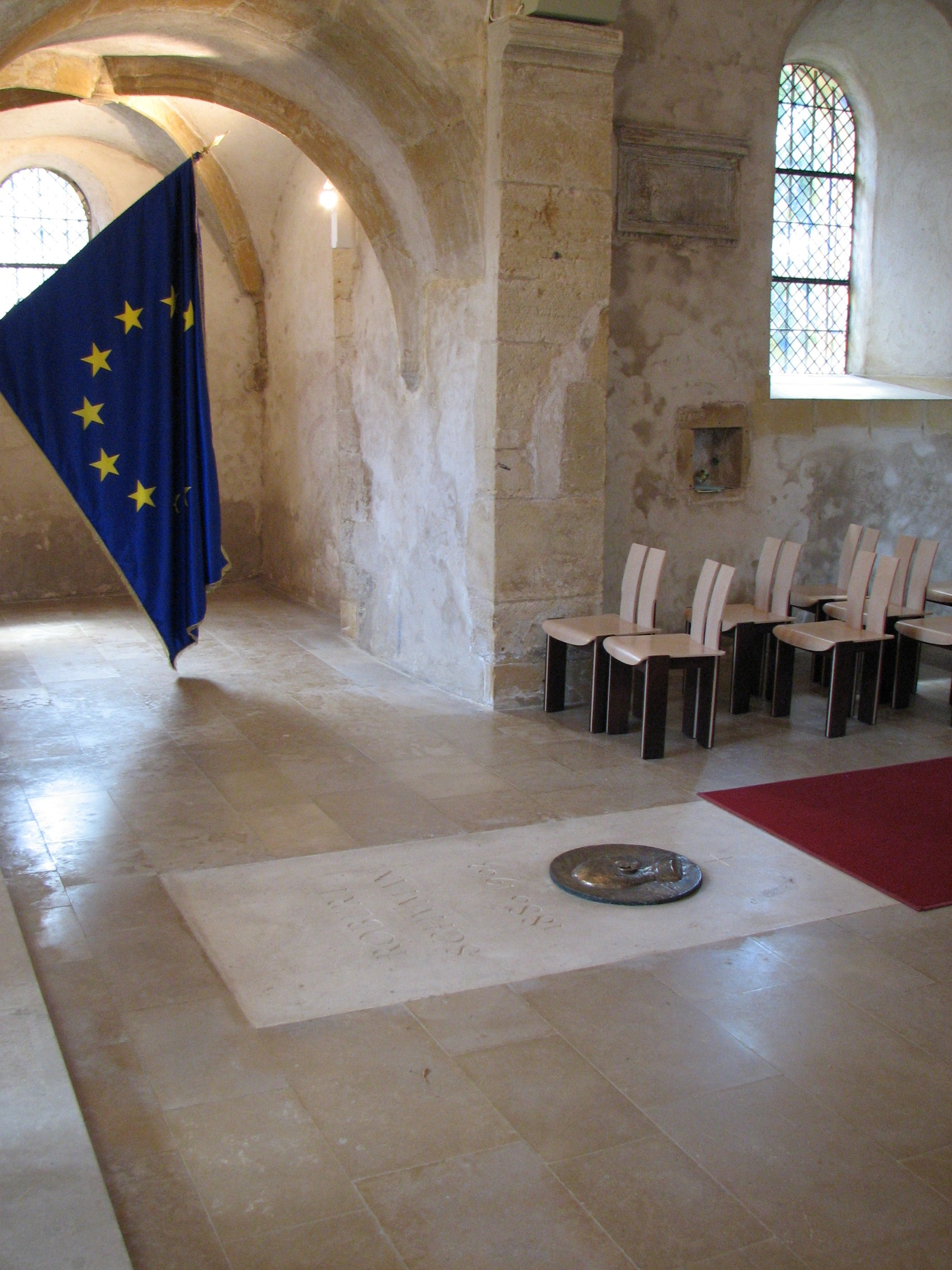
Tumba de Robert Schuman en la iglesia de St. Quentin.

En el verano de 1963, Schuman ya no podía hablar y solo era capaz de mirar y tomar la mano de su interlocutor. Algunos días antes de su muerte, el obispo de Metz, tras administrarle la unción de los enfermos, le hizo la lectura de una carta que el papa Pablo VI había escrito para Schuman. El 4 de septiembre de 1963, Robert Schuman falleció, tras una noche de agonía, a las nueve horas y treinta minutos.
Después de las exequias solemnes en la catedral de Saint-Etienne de Metz, su cuerpo fue inhumado en el cementerio municipal de Scy-Chazelles. Solamente un representante del Estado francés, el vicepresidente de la Asamblea nacional, asistió a la ceremonia. La radio y la televisión de Francia dedicaron una corta emisión a la cobertura de su fallecimiento. En 1966 los restos de Schuman fueron trasladados a la pequeña iglesia fortificada de St. Quentin de Scy-Chazelles, frente a la casa Maison de Robert Schuman, perteneciente al Consejo General del Departamento del Mosela.
La vida privada de Schuman, sus fuentes de inspiración y sus gustos siguen siendo en gran medida desconocidos.

## Legado
Lo que distingue a Schuman de sus predecesores en el Ministerio de Relaciones exteriores es su enfoque de la cuestión alemana. Buscaba no repetir los errores del Tratado de Versalles de 1919, fundándose en que "la paz solamente puede basarse en la igualdad". No fue partidario del desmantelamiento de las fábricas alemanas, pero negoció los intereses de Francia en la industria del carbón. Se inclinó ante la necesidad de crear un estado alemán en el oeste, pero apoyó la creación de un estatuto del Sarre (separación del Sarre y apego económico a Francia) y se opuso el rearme de Alemania. Schuman supo ganarse la confianza de los líderes belgas, británicos y estadounidenses; construyó una relación positiva con los dirigentes de la Democracia Cristiana italiana y cuidó sus vínculos con los líderes luxemburgueses. Su actividad le valió que el canciller de Alemania Konrad Adenauer lo considerase como el "padre de la amistad entre los dos países".
La Declaración Schuman exponía que la reconciliación franco-alemana representaría el preludio de la integración europea. Desde entonces, la Unión Europea se ha construido por medio de sucesivas adiciones de funciones en un sistema que no corresponde a ningún modelo; es una especie de "federalismo a la inversa", en el que se ha realizado primero la transferencia de las competencias económicas y luego la de los poderes políticos, al contrario de lo que ocurre tradicionalmente en los estados federales. Más de medio siglo después de presentarse esta propuesta, la Declaración Schuman sigue siendo un patrón para medir los progresos de la Unión Europea. En este sentido, la orientación que Schuman dio a la integración europea se mantiene vigente.
La obra Por Europa (en francés Pour l’Europe) es el único libro de la autoría de Robert Schuman y  fue publicado originalmente en 1963. Este libro es su testamento político y en él profundiza la relación entre la formación de la democracia moderna y el cristianismo:

... "La democracia debe su existencia al cristianismo. Nació el día en que el hombre fue llamado a realizar en la vida de todos los días la dignidad de la persona en su libertad individual, en el respeto de los derechos de cada uno y en la práctica del amor fraternal para con todos. Nunca, antes de Cristo, se habían formulado semejantes conceptos." Pour l’Europe (1963)

Durante la presidencia de François Mitterrand en la década de 1980, se planteó la posibilidad de trasladar los restos de Schuman al Panteón de París en reconocimiento a su obra, pero la propuesta fue rechazada por autoridades locales, que prefirieron conservarlos en Scy-Chazelles. Asimismo, desde hace varios años está abierta la causa de beatificación y canonización de Schuman.El 29 de mayo de 2004 concluyó la fase diocesana y la documentación se encuentra en la Santa Sede.La causa fue apoyada por parlamentarios europeos, especialmente franceses y alemanes y está promovida por el "l'Institut Saint Benoît, Patron de l'Europe".
El 30 de abril de 2015, el papa Francisco en la audiencia a las comunidades de espiritualidad ignaciana Vida Cristiana y la Liga Misionera de Estudiantes de Italia (movimiento de espiritualidad ignaciana), y ante exestudiantes de la escuela de los jesuitas Máximo de Roma, puso como ejemplo tanto a Robert Schuman como a Alcide De Gasperi —políticos de la democracia cristiana considerados Padres fundadores de la Unión Europea— por ser "católicos que hicieron una política no sucia, buena".

## Causa de beatificación y canonización
El 9 de junio de 1990, el obispo de Metz, Pierre Raffin, autorizó la apertura del proceso de beatificación. Schuman fue proclamado Siervo de Dios en mayo de 2004, con la conclusión del proceso diocesano. Los documentos fueron enviados al Vaticano, donde la Congregación para las Causas de los Santos estudia el expediente.
El 19 de junio de 2021, en audiencia concedida al Cardenal Marcello Semeraro, el papa Francisco autorizó a la Congregación para las Causas de los Santos a promulgar el decreto relativo al heroísmo de Robert Schuman, que así puede ser definido como Venerable.